# Conrad Ruf
Conrad Ruf (* 27. August 1840 in Breitnau; † 1922 in Freiburg im Breisgau) war ein deutscher Fotograf.

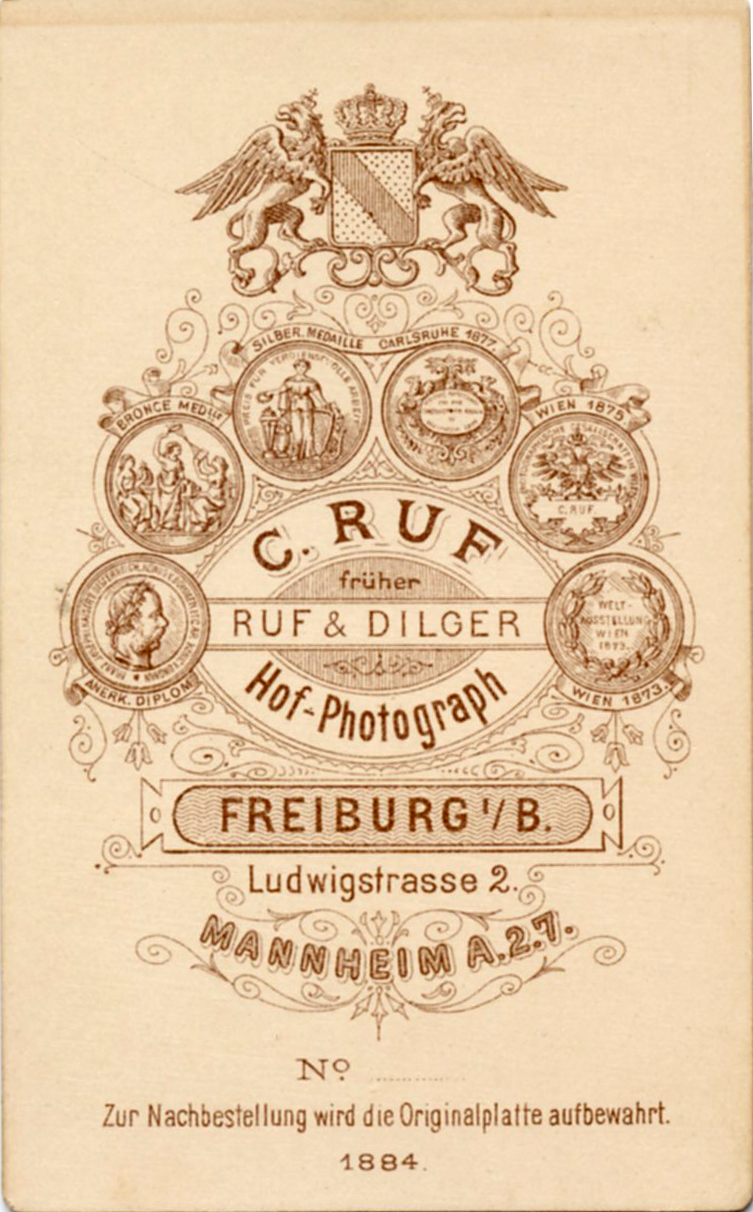
Rückseite einer Carte Cabinet, dat. 1884

## Leben
Conrad Ruf war der Sohn des Uhrenhändlers Andreas Ruf und dessen Frau Johanna Bartmann. Er begann seine berufliche Laufbahn im Alter von 21 Jahren als Lithograph. Im Alter von 24 Jahren gab er erstmals als Berufsbezeichnung „Photograph“ an. Ab 1865 ist der Name „Ruef, Conrad“ im Verzeichnis „nach Berufsgeschäften“ unter Photographen im Adressbuch verzeichnet. Bei wem und wie er das Photographenhandwerk erlernt hat, ist nicht bekannt. Da er zu Beginn auch nicht über Räumlichkeiten für ein eigenes Atelier verfügt haben wird, ist nicht bekannt, wo er zu dieser Zeit Porträtaufnahmen anfertigte. Für die Jahre 1868 und 1869 ist Conrad Ruf nicht im Freiburger Adressbuch verzeichnet. Ab dem Jahr 1871 betrieb er sein Atelier mit dem Maler Alexander Dilger (1826–1906) unter dem Namen „Ruf & Dilger“. Ab 1874 lautete für eine längere Zeit die Anschrift „Ludwigstr. 2“, weshalb dort auch Räumlichkeiten für ein photographisches Atelier vorhanden gewesen sein könnten. Dilger, der Halbbruder des Malers Carl Heine, hatte 1865 in Lichtental (Baden-Baden) ein Atelier gegründet und dieses später nach Freiburg verlegt. Die Zusammenarbeit mit Dilger wurde 1884 beendet. Dem Atelier „Ruf & Dilger“ war im Jahr 1881 der Titel „Hofphotograph“ durch den Großherzog von Baden verliehen worden.
Die Räumlichkeiten in der Ludwigstraße 2 unterhielt Conrad Ruf über das Jahr 1908 hinaus. Um 1899 bezog er zusätzliche Atelierräumlichkeiten in der Kaiserstraße 5 (heute: Habsburgerstraße), wo er einige Jahre zuvor eine Privatwohnung bezogen hatte. Dies Haus war 1886 von Friedrich Ploch errichtet worden.
C. Ruf war Mitglied im „Verein zur Pflege der Photographie und verwandter Künste in Frankfurt a.M.“ und seit 1885 in der „Photographischen Gesellschaft“ in Wien.
Ab 1911 führte sein Sohn Konrad Theodor Ruf (1870–1940) das Geschäft weiter. Dessen Mutter Josepha, geborene Ruh, hatte Conrad Ruf am 18. März 1869 in Breitnau oder Freiburg geheiratet.

## Auszeichnungen
1896 wurde Ruf vom österreichischen Kaiser Franz Joseph I. mit der „Goldenen Medaille mit Porträt und Wahlspruch“ für verdienstvolle, photographische Leistungen ausgezeichnet. Im selben Jahr erhielt er vom Großherzog von Baden das „Ritterkreuz II. Klasse vom Zähringer Löwen“. Auf der „Photographischen Ausstellung in Freiburg 1897“ wurden seine Porträts mit einer „Goldenen Medaille mit Ehrendiplom“ ausgezeichnet. Ruf war königlich sächsischer Hoflieferant. Im Jahr 1900 erhielt Conrad Ruf anlässlich der „Jubiläumsausstellung des Vereins zur Pflege der Photographie in Frankfurt a.M.“ eine Goldene Medaille in der Gruppe I. der Abteilung I. und einen Ehrenpreis. 1901 erhielt Ruf für seine Aufnahmen auf der „Internationalen Ausstellung von Kunstphotographie in Groningen“ eine silberne Medaille. 1903 wurden Conrad Ruf und Rudolf Dührkoop mit der Grossherzoglichen Hessischen Silbernen Staatsmedaille anlässlich der „Ausstellung für Photographie und graphische Künste zu Mainz 1903.“ ausgezeichnet. 1907 wurde Ruf Hofphotograph der schwedischen Kronprinzessin Viktoria, die eine Tochter des Großherzogs von Baden war. Conrad Ruf war Ehrenmitglied des Verein zur Pflege der Photographie und angewandter Künste in Frankfurt a. M. 1908 erhielt er die Dührkoop-Medaille.

## C. Ruf-Filialen
In der Zeit von 1884 bis 1910 unterhielt Conrad Ruf zusätzlich zu seinem Atelier in Freiburg zeitweilig einige Filialen: in Darmstadt (Riedeselstraße 37), Mannheim (Breitestraße M 1.4, heute: Kurpfalzstraße) und Basel (Steinentorberg 20). Für die Zeit von 1899 bis 1906 lässt sich das Atelier „C. Ruf“ in Darmstadt nachweisen. Es war in der Zeit zwischen 1870 und 1915 nicht unüblich, dass Photographen unter ihrem Namen in anderen Städten Filialen eröffneten. Diese wurden von Operateuren, das waren angestellte Photographen, oder Geschäftsführern betrieben, bzw. geleitet.

## Namensträger
In Karlsruhe lässt sich ein Photograph namens Carl Ruf von 1873 bis 1906 nachweisen. Er unterhielt zeitweilig eine Filiale in Heidelberg in der Hauptstraße. Carl Ruf gab an, Hofphotograph des Großherzogs von Baden gewesen zu sein. Familiäre Verbindungen aufgrund der Namens sind nicht bekannt.
In Zürich lässt sich ein Photograph Camille Ruf (1872–1939) nachweisen.